# Полани, Джон Чарлз
Джон Чарлз Полани (род. 23 января 1929 года, Берлин) — канадский химик, сын известного британского химика и философа Майкла Полани, лауреат Нобелевской премии по химии 1986 года «за внесённый вклад в развитие исследований динамики элементарных химических процессов», которую он разделил с Ли Юаньчжэ и Дадли Хершбахом.
Член Королевского общества Канады (1966), Лондонского королевского общества (1971), иностранный член Национальной академии наук США (1978), член Папской академии наук (1986), член-корреспондент Хорватской академии наук и искусств (1992).

## Биография и научная работа
Джон Полани родился 23 января 1929 в Берлине. Отец — известный химик Майкл Полани, мать — Магда Элизабет Полани. С приходом к власти нацистов в 1933 году, в силу еврейского происхождения семья была вынуждена бежать в Манчестер, где его отец стал профессором химии Манчестерского университета. Джон Полани закончил Манчестерский университет в 1949 году, а в 1952 году там же защитил диссертацию по химии. В 1952—1954 годах работал в Государственном научно-исследовательском совете Канады в Оттаве, в том числе в лаборатории будущего Нобелевского лауреата (1971 года) Герхарда Херцберга, где собрал спектроскопическую установку для проверки колебательного и вращательного возбуждения в молекулах иода. В 1954—1956 годах стажировался в Принстонском университете. В 1956 году стал преподавателем университета Торонто, а в 1962 году — профессором. Премия Вольфа по химии, 1979 года.
Полани разработал метод инфракрасной хемилюминесценции для изучения динамики химических процессов. В 1986 году получил Нобелевскую премию по химии «за внесённый вклад в развитие исследований динамики элементарных химических процессов».
В 1992 году подписал «Предупреждение человечеству».